# 奶皮山楂卷
奶皮山楂卷為廣州荔灣杏花樓所創，味道酸甜嫩滑。奶皮是用鮮牛奶加水，於大鍋內煮沸後，用勺搯起提高再傾回鍋內，反覆４至５次後再以文火煮煉，等到奶面上呈現一層凝固的奶皮後，取出涼凍後再裹以山楂膏即成。